# Don
Don (rusky Дон, starořecky Tanaïs) je řeka v Tulské, v Lipecké, ve Voroněžské, ve Volgogradské a v Rostovské oblasti v Rusku. Je dlouhá 1870 km. Povodí řeky činí 422 000 km². Jde o pátou nejdelší evropskou řeku a současně nejdelší přítok Azovského moře. Název řeky je zmíněn ve druhé sloce písně, z níž se stala ukrajinská hymna.

## Průběh toku
Pramení ve městě Novomoskovsku v Tulské oblasti na východních svazích Středoruské vysočiny. Na horním toku nad ústím Tiché Sosny teče v relativně úzké dolině. Pravý břeh je vysoký místy až 90 m a silně zbrázděn stržemi, zatímco levý břeh je pozvolný. Koryto je členité a je v něm mnoho peřejí.
Na středním toku pod městem Kalač na Donu se údolí znatelně rozšiřuje a dolina řeky dosahuje u Serafimovičů šířky až 6 km. Pravý břeh se i zde vyznačuje větší výškou. Střední tok zakončuje rozsáhlá Cimljanská přehrada jež zvedla hladinu řeky o 26 m a umožnila stavbu Volžsko-donské vodní cesty.
Pod přehradou teče řeka v údolí široké 20 až 30 km. Hloubka dosahuje místy až 20 m. Pod Rostovem na Donu začíná delta, jež má rozlohu 340 km² a ústí do Taganrožského zálivu Azovského moře.

### horní tok
- zleva – Voroněž
- zprava – Něprjadva, Krasivaja Meča, Sosna

### střední tok
- zleva – Bitjug, Chopjor, Medvědica, Ilovlja
- zprava – Tichá Sosna, Černá Kalitva

### dolní tok
- zleva – Sal, Manyč
- zprava – Severní Doněc

## Vodní režim
Zdrojem vody jsou převážně sněhové srážky. 70 % ročního odtoku připadá na měsíce březen, duben a květen. Povodí Donu neoplývá velkým množstvím vody. Celkový odtok bez započtení vody na zavlažování představoval 29,5 km³, což odpovídalo průměrnému průtoku 935 m³/s. Ten se po postavení Cimljanské přehrady a vybudování zavlažovacích systémů na dolních přítocích zmenšil o cca 200–250 m³/s. Na horním toku řeka zamrzá na začátku listopadu a rozmrzá v polovině dubna. Na dolním toku zamrzá v první třetině prosince a rozmrzá v poslední třetině března. Běžně se však ledy lámou i několikrát během zimy. Každý rok řeka odnese až 14 Mt pevných částic a 6,2 Mt rozpuštěných minerálních látek. Nízký sklon na dolním toku je příčinou velmi pomalého toku, což dalo za vznik pojmenování „Tichý Don“.

## Využití
Vodní doprava je možná od ústí k městu Liski v délce 1355 km a na jaře až do vesnice Chlevnoje ještě dalších 235 km. Důležitými přístavy jsou Liski, Kalač na Donu, Volgodonsk (na Cimljanské přehradě), Rostov na Donu, Azov. S Volhou je řeka spojena Volžsko-donským kanálem, který je dlouhý 105 km a díky němu je řeka spojena s Baltským, Bílým a Kaspickým mořem.
Cimljanská vodní elektrárna o stanoveném výkonu 212 MW poskytuje Rostovské oblasti ročně přes 500 milionu kWh.

### Po řece se převáží
- proti proudu — obilí, uhlí, kovy, cement, ropné produkty, průmyslové a obchodní zboží, stavební materiály,
- po proudu — stavební materiály, sůl, vsázka, ruda, hnojiva, průmyslové a obchodní zboží,
- směrem na Volhu — uhlí, obilí, stavební materiály,
- směrem od Volhy — dřevo, sůl, kovová vsázka, ruda, hnojiva.

Na řece je rozvinuté rybářství. Průmyslově se zpracovávají candáti, cejni, kapři, ostruchy, placky, jeseter ruský a hvězdnatý (především na dolním toku a v ústí).

## Historie
Už v 1. tisíciletí př. n. l. byla řeka důležitou dopravní cestou mezi centrálními oblastmi současného Ruska včetně Povolží a pobřežím Azovské moře. Ve 4. až 3. století př. n. l. vznikla v ústí řeky řecká kolonie Tanaïs. Po řece probíhal obchod s antickými koloniemi na Krymu a na Tamanském poloostrově. Na začátku 1. tisíciletí územím dolního toku procházela cesta kudy pronikaly hordy Hunů a Bulharů, po jejichž ústupu bylo území osídleno Východními Slovany. V 7. až 9. století obydleli dolní a střední tok Chazarové. Nájezdy Maďarů a Pečeněgů vytlačily slovanské obyvatelstvo z povodí horního toku. V 11. století dolní tok obývali kočovní Polovci a od 13. století byl pod vládou mongolsko-tatarské Zlaté Hordy a pustnul. Ve 14. až 16. století se řeka stává tržní cestou mezi Ruskem a janovskými koloniemi na Krymu, přičemž v ústí řeky se nacházela kolonie Tana. V 15. století na řece začínají vznikat sídla svobodných lidí – kozáků a o století později vzniká Donské kozácké vojsko. V 17. století byla řeka opěrnou základnou rolnického povstání pod vedením Stěnky Razina a v letech 1708–09 došlo k velkému povstání kozáků Kondrata Bulavina. V 18. století prudce stoupla hustota osídlení v souvislosti s přechodem kozáků k zemědělství a přílivem rolníků. S rozvojem kapitalismu vznikla průmyslová oblast Donbas. V povodí Donu probíhaly velmi těžké boje v letech jak 1918–1920 v rámci občanské války v Rusku, tak i v letech 1941–1945 v rámci 2. světové války. Zdejší historii od kozáků až po první světovou válku obšírně popsal spisovatel Michail Šolochov ve čtyřdílném románu Tichý Don.